# Stadtpalais Liechtenstein

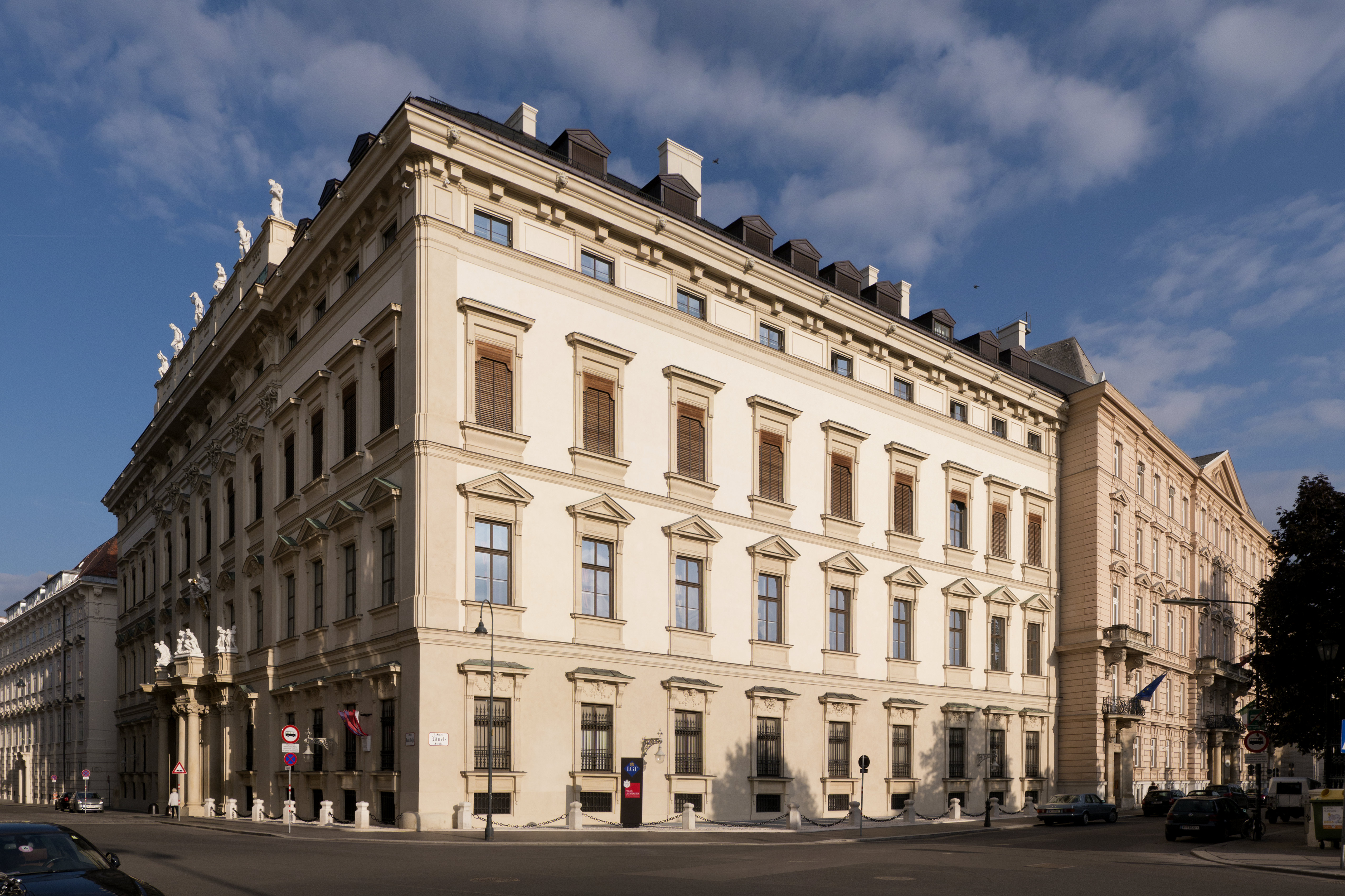
Das Stadtpalais Liechtenstein schräg hinter dem Burgtheater: links die Bankgasse mit dem Haupteingang, rechts die an den Volksgarten grenzende Löwelstraße

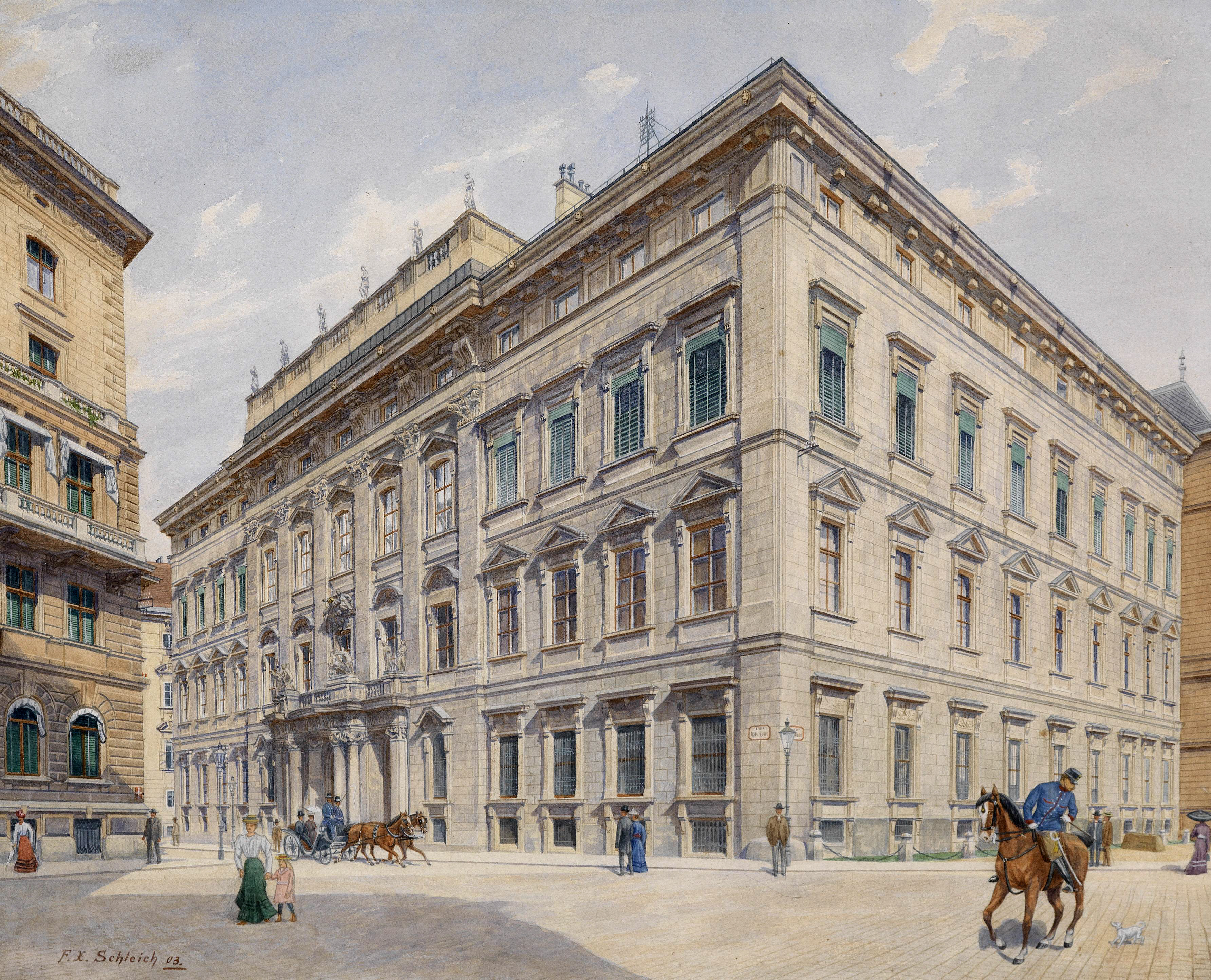
Stadtpalais Liechtenstein, Gemälde von 1903

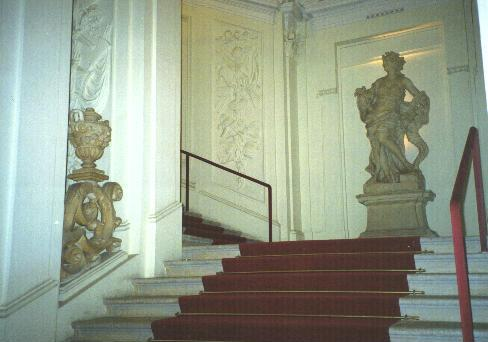
Prunkstiege im Stadtpalais

Das Stadtpalais Liechtenstein ist ein Palais im 1. Wiener Gemeindebezirk, Innere Stadt, unweit der kaiserlichen Hofburg. Es ist das Majoratshaus der Fürsten von Liechtenstein und befindet sich nach wie vor im Besitz des Fürstenhauses Liechtenstein. Das Gebäude gilt als erstes bedeutendes hochbarockes Bauwerk in Wien.
Das Palais wurde sehr aufwändig restauriert und am 9. April 2013 von Fürst Hans Adam II. in Anwesenheit von Bundespräsident Heinz Fischer eröffnet. Es ist mit Kunstwerken aus den Fürstlichen Sammlungen ausgestattet und steht seit Mai 2013 an jedem zweiten Freitag zur Besichtigung bei Führungen sowie zur Nutzung durch (eingemietete) Veranstaltungen bereit.

## Lage
Der Haupteingang zum Palais befindet sich, schräg gegenüber dem Südflügel des 1888 eröffneten Neubaus des Burgtheaters, in der Bankgasse 9, Ecke Löwelstraße 10 (dort kein Eingang). Die Bankgasse hieß bis 1862 vordere Schenkenstraße; ihr heutiger Name erinnert daran, dass am anderen Ende der Gasse 1821–1860 der Sitz der oesterreichischen National-Bank lag. Weitere Fronten des Baublocks befinden sich an der Abraham-a-Sancta-Clara-Gasse 1 (Seitengasse der Bankgasse) und an der anschließenden Adresse Minoritenplatz 4 (Ministerien benachbart). Mit der Südseite grenzt das Palais direkt an Bauten in der Nachbarschaft des Bundeskanzleramts.
Von den Fenstern der östlichen Front des Palais an der 1786 erstmals erwähnten Löwelstraße aus blickte man etwa bis 1861 bis 1863 über die in diesem Abschnitt dann abgerissene Stadtmauer um die Altstadt.
Das dahinter gelegene Glacis, über das man auf die 1850 eingemeindete Vorstadt Josefstadt sah, wurde beim Bau der Wiener Ringstraße zum Teil verbaut. Direkt vor dem Palais wurde aber nicht gebaut, da die Stadtmauer hier bis 1821 nach außen verlegt und gegenüber der Löwelstraßenfront des Palais der 1823 öffentlich zugänglich gemachte Volksgarten angelegt worden war. Heute sind von dieser Front aus neben dem benachbarten Burgtheater über den Volksgarten hinweg das Wiener Rathaus, das Parlament, das Naturhistorische Museum und der an den Volksgarten anschließende Heldenplatz vor der Hofburg zu sehen.

## Geschichte und Gestaltung

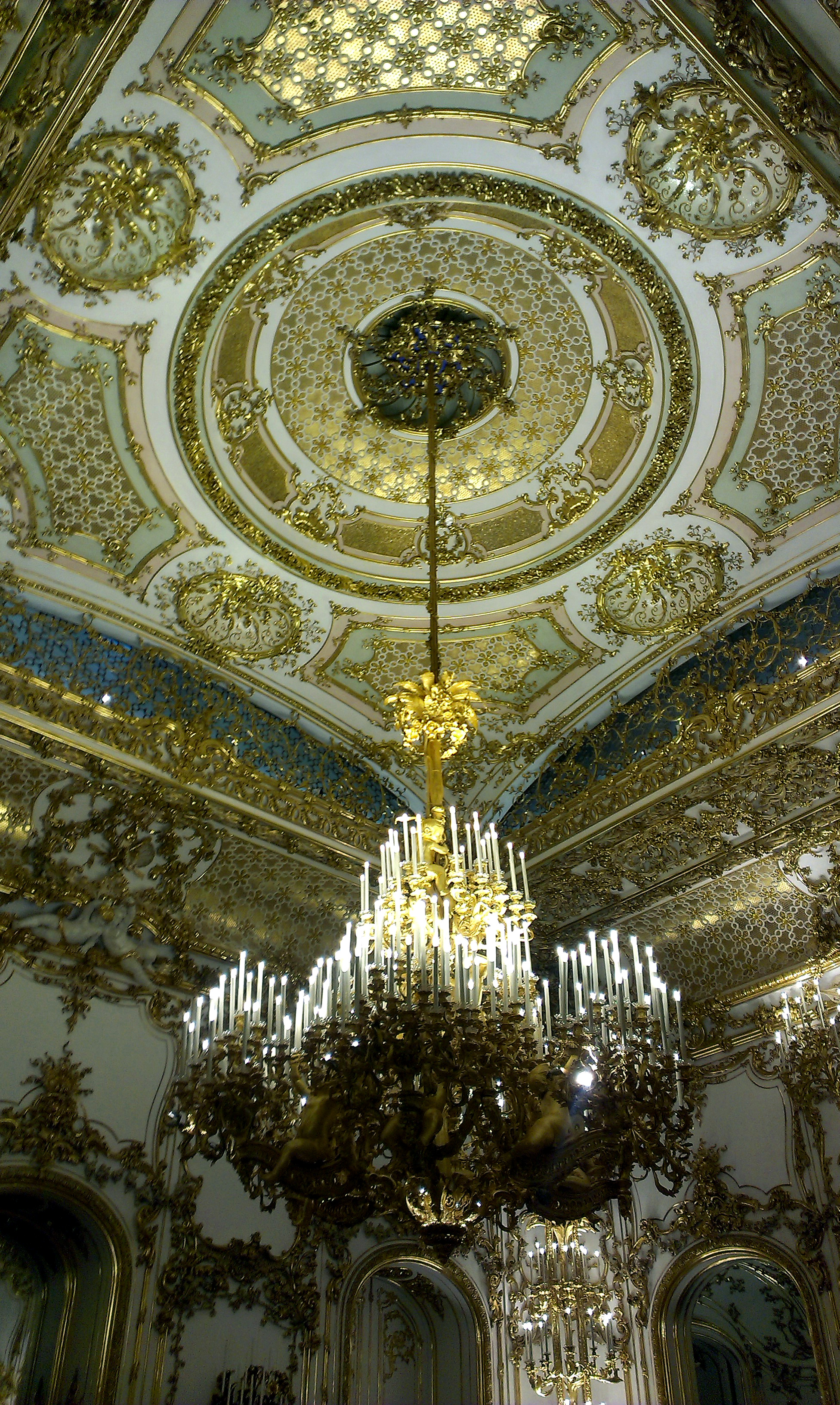
Der Tanzsaal im 2. Obergeschoß

Der Bau des Palais begann 1691 im Auftrag von Dominik Graf Kaunitz unter der Leitung von Domenico Martinelli und unter Verwendung von Plänen von Enrico Zuccalli. Steinmetzaufträge erhielten der Wiener Meister Michael Khöll sowie aus dem kaiserlichen Steinbruch Hof-Steinmetzmeister Ambrosius Ferrethi und dessen Schwiegersöhne Giovanni Battista Passerini und Martin Trumler.
Fürst Johann Adam I. von Liechtenstein kaufte das noch unfertige Palais 1694, bestimmte es als Majoratshaus und ließ den Bau durch Gabriel de Gabrieli und Martinelli bis 1705 vollenden. An der Seite zur Bankgasse wurde von Martinelli das erste monumentale Barockportal Wiens errichtet. Das Seitenportal am Minoritenplatz und das Stiegenhaus werden mit Johann Lucas von Hildebrandt in Verbindung gebracht. Die skulpturale Ausstattung an den Portalen, an der Attika und in den Innenräumen stammt von Giovanni Giuliani, der Stuck von Santino Bussi. Die Hauptstiege aus Kaiserstein wurde 1699 von den Wiener Meistern Michael Khöll und Wolfgang Steinböck errichtet, wobei die Stiegenstaffeln aus Kaisersteinbruch kamen.
Bis 1806 befand sich im zweiten Stockwerk die Liechtensteinische Bildergalerie. Dann wurde das Palais an die Erzherzöge Johann und Ludwig vermietet, und die Kunstwerke wurden in das Gartenpalais in der Rossau gebracht. Später war im Stadtpalais die russische Gesandtschaft einquartiert.
Fürst Alois II. wollte das Palais wieder selbst nutzen und ließ das Haus in den Jahren 1836 bis 1847 durch Peter Hubert Desvignes innen ausbauen; mit der Durchführung wurde Carl Leistler beauftragt, der als einen mehrerer Subunternehmer Michael Thonet heranzog. Die Kosten der neuen Ausstattung sollen an die elf Millionen Gulden betragen haben.
Im Palais wurden im Auftrag des Fürsten technische Vorrichtungen angebracht, die Aufsehen erregten. Unter anderem gab es Türen, die auf einer Seite verspiegelt waren und die man hochziehen und wenden konnte, einen Aufzug und eine Haussprechanlage.
Die größte Dekorationsfülle und technische Raffinesse wurde für den Tanzsaal aufgewandt: Er ist von drei Korridoren umgeben und kann durch Hochziehen der besagten Türen um diese Räume vergrößert werden, zudem sind sie drehbar und teils verspiegelt. Das Palais hieß im Volksmund auch Künstlerversorgungsheim, weil die Umbauarbeiten durch Desvignes knapp zehn Jahre in Anspruch nahmen.
Die Ausstattung des Palais durch Desvignes sprengte alle Vorstellungen des Wiener Biedermeier und ist daher dem zweiten Rokoko zuzurechnen: elegante Bugholzböden von Michael Thonet, blumige Seidenbespannungen und Vorhänge von Wiener Firmen, ergänzt durch tonnenschwere Pariser Lüster, prägen nach der Restaurierung heute wieder die Innenräume.
Fürstin Nora Fugger (1864–1945) beschrieb das Palais in ihrer Biographie:

„Das Palais hat, was Schönheit und Großartigkeit betrifft, wohl kaum seinesgleichen in Europa. Der Ballsaal ist von ungeheurer Höhe. Wenn die Lichter in den Armleuchtern an den Wänden, in den großen Girandolen und in dem riesigen Glasballon, dem Luster über der Saalmitte, entzündet wurden, mußte der herrliche Raum wie in Licht gebadet erscheinen.
An den Ballsaal stoßen zwei Seitengemächer, die durch hohe Glaswände vom Saale geschieden sind. An den anderen Seitenwänden sind hohe Spiegel angebracht, welche Konstruktion einen wahrhaft märchenhaften Eindruck macht. In dem einen der Salons ist mitten im Raum ein Bassin mit einem Springbrunnen. Unmittelbar vor Ausbruch der Revolution gab Fürst Liechtenstein den ersten Ball in seinem Prachtpalais. Im Jahre 1851 – nach den Revolutionsjahren – wieder den ersten, den vorher geschilderten.“

Bekannt war das Palais auch wegen der bedeutenden Gemäldesammlung der Fürsten, deren wichtigste barocke Werke seit 2004 im Gartenpalais Liechtenstein (bis 2011 Liechtenstein-Museum) in der Rossau im 9. Bezirk präsentiert werden.
Die Fürstenfamilie verlegte 1938 ihren Wohnsitz von ihren Schlössern in Mähren, Niederösterreich und Wien in das Fürstentum Liechtenstein, um Kontakte mit dem NS-Regime möglichst zu vermeiden. Das Regime konnte auch nichts dagegen einwenden, dass die fürstliche Kunstsammlung im Krieg aus Sicherheitsgründen in das Fürstentum verlegt wurde, war doch das Fürstentum seit 1806 als souveräner Staat anerkannt. Das Eigentum des Fürsten konnte daher, da das Deutsche Reich mit Liechtenstein keinen Krieg führte, vom NS-Regime nicht konfisziert werden.
Das Stadtpalais wurde im Zweiten Weltkrieg durch eine Fliegerbombe und ein auf das Gebäude gestürztes Flugzeug schwer beschädigt, wie sich Fürst Hans Adam II. von Liechtenstein bei einem Pressetermin im Jänner 2013 an seine erste Besichtigung des Palais, 1953, erinnerte. In den 1950er Jahren wurde es nur notdürftig repariert, die Decke des Stiegenhauses in den 1970er Jahren nach alten Aufnahmen rekonstruiert.

## Baumaßnahmen 2009–2013

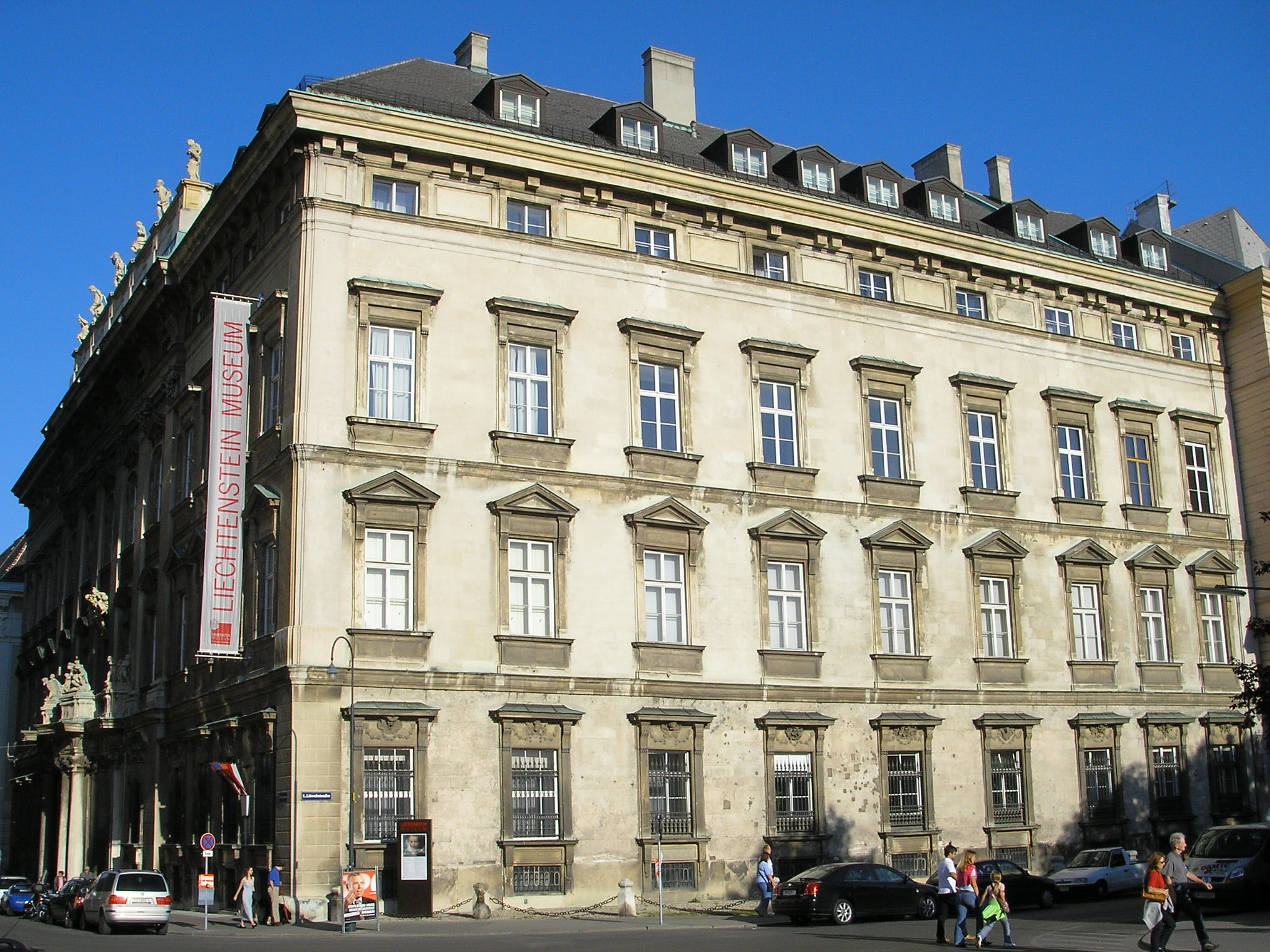
Fotos des Palais aus dem Jahr 2006, bevor die Renovierung durchgeführt wurde

Seit 2009 erfolgte unter der Planung des Wiener Architekturbüros Manfred Wehdorn die Generalsanierung des Palais, wobei unter dem Innenhof ein dreigeschoßiger, 18 Meter tiefer unterirdischer Speicher für Kunstwerke errichtet wurde.
In den Schauräumen soll vor allem Kunst des Biedermeier aus den Fürstlichen Sammlungen auf 1200 Quadratmeter Fläche präsentiert werden.
Die Eröffnung als Museum wurde ursprünglich für 1. Dezember 2011 und am 19. Oktober 2011 für das Frühjahr 2012 angekündigt.
Am 15. November 2011 wurde die Eröffnung auf das Frühjahr 2013 verschoben und am 16. November mitgeteilt, dass (wie im Gartenpalais Liechtenstein) der Begriff Liechtenstein-Museum nicht mehr verwendet und kein regulärer Museumsbetrieb geboten werden wird.
Das Haus werde bei der „Langen Nacht der Museen“, bei Gruppenführungen und bei (eingemieteten) Veranstaltungen zu besichtigen sein.
Die 2013 beendete Restaurierung war die erste seit vielen Jahrzehnten, bei der die historische Bausubstanz und die historischen technischen Einbauten ohne Spar- und Zeitdruck nachhaltig in Stand gesetzt wurden; nach Angabe des Bauherrn vom Jänner 2013 um rund 100 Millionen Euro.
Seit Mai 2013 sind das Palais und die Biedermeiersammlung im Rahmen von Führungen zu besichtigen.